# موزه ملی نیروی هوایی ایالات متحده
موزه ملی نیروی هوایی ایالات متحده (انگلیسی: National Museum of the United States Air Force) موزه رسمی نیروی هوایی ایالات متحده واقع در پایگاه نیروی هوایی رایت-پترسون در ۹٫۷ کیلومتری شمال دیتون، اوهایو است. 
این موزه همه روزه از ساعت 9 صبح تا 5 بعد از ظهر باز است.